# Brzyska (gromada)
Brzyska – dawna gromada, czyli najmniejsza jednostka podziału terytorialnego Polskiej Rzeczypospolitej Ludowej w latach 1954–1972.
Gromady, z gromadzkimi radami narodowymi (GRN) jako organami władzy najniższego stopnia na wsi, funkcjonowały od reformy reorganizującej administrację wiejską przeprowadzonej jesienią 1954 do momentu ich zniesienia z dniem 1 stycznia 1973, tym samym wypierając organizację gminną w latach 1954–1972.
Gromadę Brzyska z siedzibą GRN w Brzyskach utworzono – jako jedną z 8759 gromad na obszarze Polski – w powiecie jasielskim w woj. rzeszowskim na mocy uchwały nr 22/54 WRN w Rzeszowie z dnia 5 października 1954. W skład jednostki weszły obszary dotychczasowych gromad Brzyska, Ujazd i Kłodawa ze zniesionej gminy Kołaczyce oraz przysiółek Biedoszyce z dotychczasowej gromady Błażkowa ze zniesionej gminy Jodłowa w tymże powiecie. Dla gromady ustalono 23 członków gromadzkiej rady narodowej.
31 grudnia 1961 do gromady Brzyska włączono obszar zniesionej gromady Lipnica Dolna w tymże powiecie.
1 stycznia 1969 do gromady Brzyska włączono wieś Błażkowa ze zniesionej gromady Błażkowa w tymże powiecie.
Gromada przetrwała do końca 1972 roku, czyli do kolejnej reformy gminnej. 1 stycznia 1973 w powiecie jasielskim utworzono gminę Brzyska.